# ケルン・ボン空港
ケルン-ボン空港（ドイツ語：Flughafen Köln/Bonn、英語：Cologne Bonn Airport）は、ドイツ・ノルトライン＝ヴェストファーレン州ケルンにある国際空港である。かつては初代西ドイツ首相にちなんでコンラート・アデナウアー空港（Konrad-Adenauer-Flughafen）と呼ばれていた。

## 概要
ケルン中心部から南東約15km、ボン中心部から北東約16kmと両都市のほぼ中間に位置し、周囲には自然公園が広がる。旅客利用者数はドイツ国内で第7位、貨物取扱量は同3位。州内ではデュッセルドルフ空港に次ぐ第二の規模を有し、欧州内外35カ国115都市へ旅客便が就航している。

## 主な航空会社
- ユーロウイングス
- ルフトハンザドイツ航空
- TUIフライ・ドイッチュラント
- コンドル航空
- ターキッシュ エアラインズ
- ペガサス航空
- サンエクスプレス
- コレンドン航空
- オヌール・エア
- ライアンエアー
- ウィズエアー
- オーストリア航空
- エア・アラビア・モロッコ
- ITAエアウェイズ
- ブルガリア・エア・チャーター
- イージージェット
- イラン航空
- KLMオランダ航空
- ヌーヴェレール
- ジョージアン・エアウェイズ

## アクセス
道路
- アウトバーンA59号線

鉄道
- ケルン・ボン空港駅

　ケルン中央駅からはSバーンS13、S19系統並びにRE8系統が利用可能。また高速列車ICEが当駅とドイツ国内の主要都市とを結んでいる。
路線バス
- SB60系統がボン中央駅から、161系統がシュタットバーン（路面電車）7号線のPorz Markt停留所からそれぞれ運行されている。